# Monanthocitrus cornuta
Monanthocitrus cornuta är en vinruteväxtart som beskrevs av Tyôzaburô Tanaka. Monanthocitrus cornuta ingår i släktet Monanthocitrus och familjen vinruteväxter. Inga underarter finns listade i Catalogue of Life.